# Kaspar Colling Nielsen
Kaspar Colling Nielsen er en dansk forfatter og taleskriver.
Han har udgivet flere bøger og fungeret som taleskriver i Klima-, Energi- og Forsyningsministeriet mens Dan Jørgensen var minister.
Nielsen debuterede som forfatter i 2011 med Mount København.
I 2013 kom Den Danske Borgerkrig 2018-24.
Det Europæiske Forår er fra 2017, Dengang dinosaurerne var små fra 2019 og Frelseren fra Hvidovre fra 2021.
En af Nielsen historier blev filmatiseret til Janus Metz' kortfilm Det korte liv fra 2014.
Nielsen var manuskriptforfatter på projektet.